# Nati nel 1953/Senza giorno specificato
| Questa pagina contiene informazioni ricavate automaticamente dalle voci biografiche con l'ausilio del template Bio e di un bot. L'aggiornamento è periodico e automatico e ricostruisce completamente la pagina. Se manca una persona in questa lista, sei pregato di non aggiungerla, ma accertati piuttosto che la sua voce biografica contenga il template Bio e che i dati anagrafici siano correttamente compilati. Se il template Bio manca, inseriscilo tu stesso o, in alternativa, metti l'avviso {{tmp\|Bio}} che ne segnala la mancanza. Se i dati riportati sono sbagliati, correggi direttamente la voce biografica; le modifiche saranno visibili in questa lista entro pochi giorni. Per chiarimenti vedi il progetto biografie. La lista contiene solo le 227 persone che sono citate nell'enciclopedia e per le quali è stato implementato correttamente il template Bio. Pagina aggiornata al 2 lug 2025. |

- Youssouf Saleh Abbas, politico ciadiano
- Pascal Affi N'Guessan, politico ivoriano
- Grégoire Ahongbonon, filantropo beninese
- Vincenzo Aiello, mafioso italiano
- Alida Airaghi, poetessa italiana
- Pierangela Allegro, scenografa e artista italiana
- Rebecca Allen, artista, animatrice e programmatrice statunitense
- Katan Amano, artista giapponese († 1990)
- Armand Amar, compositore francese
- Amos Amaranti, chitarrista italiano
- Roberto Amato, poeta italiano
- Hanspeter Ammann, artista, regista cinematografico e psicanalista svizzero
- Daoud Aoulad-Syad, regista, produttore cinematografico e fotografo marocchino
- Leonardo Vittorio Arena, saggista italiano
- José Arencibia, schermidore cubano († 1976)
- Hussein Arnous, politico siriano
- Guel Arraes, regista e produttore cinematografico brasiliano
- Luca Balestrieri, dirigente d'azienda italiano
- Jorn Barger, blogger statunitense
- Pierre Bastien, compositore francese
- Mahfud Ali Beiba, politico sahrāwī († 2010)
- Daniele Benati, scrittore e traduttore italiano
- Enric Benavent, attore spagnolo
- Riccardo Benedetti, matematico italiano
- Andrea Berrini, imprenditore, scrittore e editore italiano
- Thierry Bisch, pittore francese
- Joachim Blüher, storico dell'arte tedesco
- Claudio Boccaccini, regista italiano
- Vanni Boccuzzi, paroliere e compositore italiano
- Todor Bogdanov, ex cestista bulgaro
- Gotthard Bonell, artista, illustratore e cantante italiano
- Helena Bonet Rosado, archeologa spagnola
- Achat' Brahin, imprenditore e mafioso ucraino († 1995)
- Joaquim Rafael Branco, politico saotomense
- Silvia Bre, scrittrice, poetessa e traduttrice italiana
- Bríd Brennan, attrice britannica
- Tim Burns, attore, produttore cinematografico e regista australiano
- David Burt, attore e cantante inglese
- Ricardo Cabrera, schermidore cubano († 1976)
- Roberto Cacciapaglia, compositore e pianista italiano
- Ferruccio Cainero, scrittore italiano
- Ery Camara, critico d'arte senegalese
- Gabriella Carli, direttrice d'orchestra e pianista italiana
- Giorgio Castellani, regista e sceneggiatore italiano († 2011)
- Paolo Cattaneo, musicologo e musicista italiano
- Roberto Cazzola, scrittore, germanista e traduttore italiano
- Luigi Giuliano Ceccarelli, compositore, regista e autore televisivo italiano
- Leonard Chin, produttore discografico giamaicano
- Augustus Clarke, produttore discografico giamaicano
- Paul Clinton, critico cinematografico statunitense († 2006)
- Jim Cohn, poeta statunitense
- Victor Colicchio, attore, sceneggiatore e musicista statunitense
- Giulio Collalto, serial killer italiano († 2009)
- Enrico Colombini, autore di videogiochi e informatico italiano
- Bruno Confortola, sciatore alpino italiano († 1991)
- Michael Convertino, compositore e musicista statunitense
- Umberto Cordier, scrittore italiano
- Heinz Cornel, criminologo tedesco
- Alberto Costantini, scrittore e saggista italiano
- Alain Cousineau, ex sciatore alpino canadese
- Geoff Crammond, autore di videogiochi britannico
- Judith Curry, climatologa statunitense
- Gianni D'Elia, poeta, scrittore e critico letterario italiano
- Don Daglow, autore di videogiochi statunitense
- Giovanna De Chiesa, ex sciatrice alpina italiana
- Vincenzo De Falco, mafioso italiano († 1991)
- Baby Dee, cantante statunitense
- Francesco Di Stefano, imprenditore e editore italiano
- Douglas Diamond, economista statunitense
- Karen Dionne, scrittrice statunitense
- Paulette Doan, ex danzatrice su ghiaccio canadese
- Nani Dollison, giocatrice di poker statunitense
- Wandi Doratiotto, cantante, attore e showman brasiliano
- John Doyle, regista teatrale scozzese
- Michele Dragoni, geofisico e divulgatore scientifico italiano
- Nikos Economopoulos, fotografo greco
- Kjell Eriksson, scrittore, politico e sindacalista svedese
- Ángel Faretta, critico cinematografico, scrittore e poeta argentino
- Chen Feng, imprenditore cinese
- Debra Fischer, astronoma statunitense
- Stephen Flowers, statunitense
- Alberto Forni, storico italiano
- Étienne Fouvry, matematico francese
- Hideo Fukushima, astronomo giapponese
- Shigeru Furuyama, astronomo giapponese
- Bruno Galluccio, poeta italiano
- Salvatore Garau, pittore, artista e batterista italiano
- Eraldo Garello, poeta e saggista italiano
- Paul G. A. Garossino, astronomo canadese
- Anta Germane Gaye, artista senegalese
- Zainap Gašaeva, attivista russa
- Tamar Getter, artista e pittrice israeliana
- Mansour Gholami, politico e docente iraniano
- Jim Goldberg, fotografo statunitense
- Göte Grahn, ex sciatore alpino svedese
- Beppe Gualini, pilota motociclistico italiano
- Dhondup Gyal, poeta, scrittore e patriota tibetano († 1985)
- Ulf Peter Hallberg, scrittore svedese
- Han Sanping, produttore cinematografico e regista cinese
- Christian Hanussek, artista, critico d'arte e africanista tedesco
- Robert Harmon, regista statunitense
- Jorge E. Hirsch, fisico argentino
- Paul Hoffman, scrittore e sceneggiatore inglese
- Julian Hosking, ballerino britannico († 1989)
- Rick Hutton, conduttore radiofonico, conduttore televisivo e musicista britannico
- Steve Jackson, autore di giochi statunitense
- Dušan Jelinčič, scrittore, saggista e alpinista italiano
- Jim Jinkins, animatore e produttore televisivo statunitense
- Ron Judkins, tecnico del suono statunitense
- Maguy Kakon, politica e scrittrice marocchina
- Hiroshi Kaneda, astronomo giapponese
- Gerald Kargl, regista e sceneggiatore austriaco
- Efraim Karsh, storico israeliano
- Ben Kiernan, storico australiano
- Roger Kimball, critico d'arte statunitense
- Max Kisman, grafico e illustratore olandese
- Rachel Klein, scrittrice e giornalista statunitense
- Georgios Koskotas, banchiere e imprenditore greco
- Glykeria, cantante greca
- Jerry Kramsky, fumettista e scrittore italiano
- Bruno La Ronga, terrorista italiano
- Steven John Lalas, agente segreto statunitense
- Giancarlo Landini, musicologo e critico musicale italiano
- Franca Landucci, storica italiana
- Björn Larsson, scrittore e francesista svedese
- Adrian Leaper, direttore d'orchestra britannico
- Élisabeth Lebovici, storica dell'arte, giornalista e critica d'arte francese
- Thomas Leer, musicista scozzese
- Denis Lefebvre, giornalista e scrittore francese
- Ulli Leitner, ex sciatrice alpina italiana
- Francesco Leprino, regista e musicologo italiano
- Peter Liepa, autore di videogiochi canadese
- Massimo Listri, fotografo italiano
- Toshio Maeda, fumettista giapponese
- William Malone, regista, sceneggiatore e produttore cinematografico statunitense
- Fred Mandel, tastierista canadese
- Lidija Manić, modella jugoslava
- Daniela Marcheschi, critica letteraria italiana
- Franco Marconi, ex sciatore alpino italiano
- Joan Marcus, fotografa statunitense
- Anna Maria Iten Shinnyo Marradi, monaca buddista italiana
- Eduardo Marturet, direttore d'orchestra venezuelano
- Rocío Martín, modella spagnola
- Maria Paola Mathieu, ex sciatrice alpina italiana
- Emiliano Mazzoni, astronomo italiano
- Marco Mendogni, scrittore italiano
- Giuseppe Mercante, criminale italiano († 2021)
- Joël Minet, entomologo francese
- Renato Miracco, critico d'arte e storico italiano
- Beatrice Monroy, scrittrice e drammaturga italiana
- Andrew Morton, giornalista, scrittore e biografo britannico
- Marie Mullen, attrice teatrale irlandese
- Charles Wesley Mumbere, politico ugandese
- Andy Nelson, tecnico del suono britannico
- François Ngeze, politico burundese
- David Owen Norris, pianista, compositore e conduttore radiofonico britannico
- Işanguly Nuryýew, politico turkmeno
- Nnenna Okore, artista nigeriana
- Gigi Padovani, giornalista, scrittore e gastronomo italiano
- Daniel Pagano, mafioso statunitense
- Lorenzo Palermo, politico italiano
- Josep Palomero, linguista spagnolo
- Tamir Pardo, agente segreto israeliano
- T. Jefferson Parker, scrittore e giornalista statunitense
- Kōnstantinos Peletidīs, medico e politico greco
- Georgy Petrosyan, politico armeno
- Steve Plunkett, cantante, chitarrista e compositore statunitense
- Tina Polito, cantante italiana
- Henry Porter, giornalista e scrittore inglese
- Guilherme Posser da Costa, politico saotomense
- Marjetica Potrč, artista e architetto slovena
- John Preston, scrittore e giornalista britannico
- Ulisse Quadri, astronomo italiano
- Shirin Ramzanali Fazel, scrittrice italiana
- Gholam Ali Rashid, generale iraniano († 2025)
- George Rautins, ex cestista canadese
- Charles Ray, scultore e pittore statunitense
- Chris Reslock, giocatore di poker statunitense
- Caterina Resta, filosofa italiana
- Brigitte Riebe, scrittrice tedesca
- Pere Pau Ripollès Alegre, numismatico e archeologo spagnolo
- Robert Rodat, sceneggiatore statunitense
- Pepe Rodríguez, giornalista e saggista spagnolo († 2025)
- Lee Rowland, ex giocatore di football americano e allenatore di football americano britannico
- David Russell, chitarrista scozzese
- Paolo Rustichelli, compositore, pianista e tastierista italiano
- Ahmad Sa'dat, politico palestinese
- Adel Safar, politico siriano
- Hussain Sajwani, imprenditore emiratino
- Yukio Sakurai, astronomo giapponese
- Nico Salatino, attore e comico italiano
- Thomas Sanders, scenografo statunitense († 2017)
- Nadia Santini, cuoca italiana
- Naoto Satō, insegnante giapponese
- Yukio Sawada, fumettista giapponese
- Cathleen Schine, scrittrice statunitense
- Peter Schreyer, ingegnere, progettista e manager tedesco
- Aldo Signoretti, truccatore italiano
- Siu-Tung Ching, regista cinematografico cinese
- Michael Ernest Smith, archeologo statunitense
- Macit Sonkan, attore turco
- Claudio Sorge, giornalista, critico musicale e produttore discografico italiano
- Etsurō Sotoo, scultore giapponese
- John Stahl, attore britannico († 2022)
- Vreni Stöckli, ex sciatrice alpina svizzera
- Giōrgos Templar, ex calciatore cipriota
- Carlo Zendo Tetsugen Serra, monaco buddista italiano
- John L. Tonry, astronomo statunitense
- Larry Towell, fotografo canadese
- Filippo Tuena, scrittore italiano
- Alberto Vincenzo Vaccari, storico dell'arte italiano
- Ely Ould Mohamed Vall, militare e politico mauritano († 2017)
- Massimo Vedovelli, filosofo e linguista italiano
- Lawrence Venuti, traduttore statunitense
- Filiz Vural, modella turca
- Daniel Evan Weiss, scrittore statunitense
- Daniel Wenzel, ex cestista uruguaiano
- Paul Westwood, bassista inglese
- Qiu Xiaolong, scrittore, poeta e traduttore cinese
- Lesley Yellowlees, chimica britannica
- Franco Zecchin, fotografo e fotoreporter italiano
- Jorge Zentner, fumettista argentino
- Omar Zoboli, oboista italiano
- Abdul Malik bin Sa'ud Al Sa'ud, principe e filantropo saudita († 2005)
- Salman bin Sa'ud Al Sa'ud, principe, funzionario e imprenditore saudita
- Fahda bint Sa'ud Al Sa'ud, principessa e artista saudita
- Maria del Carmen Muñoz, modella spagnola